# Хедмарк
Хе́дмарк (норв. Hedmark) — бывшая норвежская губерния (фюльке). С 1 января 2020 года объединена с фюльке Оппланн в новую фюльке — Иннландет. Была расположена на юго-востоке страны, в северной части Эстланна (Восточной Норвегии) и являлась одной из двух норвежских фюльке, не имевших выхода к морю (второй была фюльке Оппланн). Граничила с фюльке Сёр-Трёнделаг, Оппланн и Акерсхус, а также со Швецией. Административным центром являлся город Хамар, другие крупные города — Эльверум и Конгсвингер. По территории Хедмарка проходила южная граница таёжной зоны. Традиционно делилась на регионы Хедмаркен, Сулёр и Эстердален.
В Хедмарке родился норвежский художник Эдвард Мунк.

## Административно-территориальное деление

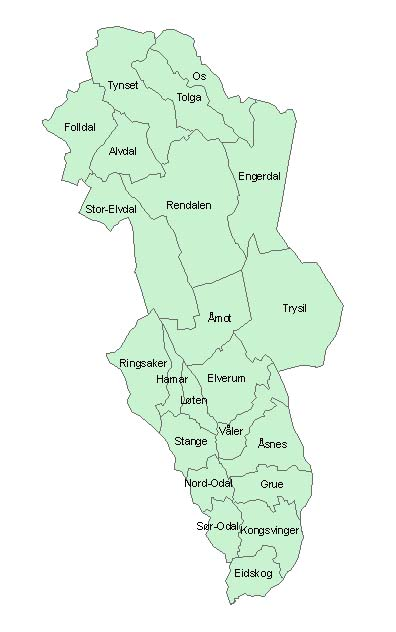
Коммуны фюльке Хе́дмарк

В фюльке Хедмарк входили следующие коммуны:
- Алвдал
- Волер
- Груэ
- Конгсвингер
- Лётен
- Нур-Одал
- Омут
- Оснес
- Рендал
- Рингсакер
- Сёр-Одал
- Станге
- Стур-Эльвдал
- Толга
- Трюсиль
- Тюнсет
- Ус
- Фоллдал
- Хамар
- Эйдскуг
- Эльверум
- Энгердал